# Ходак
Ходак (рум. Hodac) — село у повіті Муреш в Румунії. Адміністративний центр комуни Ходак.
Село розташоване на відстані 275 км на північ від Бухареста, 37 км на північний схід від Тиргу-Муреша, 101 км на схід від Клуж-Напоки, 135 км на північний захід від Брашова.

## Населення
За даними перепису населення 2002 року у селі проживали 2559 осіб.
Національний склад населення села:
| Національність | Кількість осіб | Відсоток |
| -------------- | -------------- | -------- |
| румуни         | 2545           | 99,5%    |
| цигани         | 11             | 0,4%     |

Рідною мовою назвали:
| Мова      | Кількість осіб | Відсоток |
| --------- | -------------- | -------- |
| румунська | 2546           | 99,5%    |
| циганська | 11             | 0,4%     |